# Hässleby distrikt
Ej att förväxla med Hässelby distrikt.
Hässleby distrikt är ett distrikt i Eksjö kommun och Jönköpings län. 
Distriktet ligger i östra delen av kommunen. 

## Tidigare administrativ tillhörighet
Distriktet inrättades 2016 och utgörs av en del av området som Mariannelunds köping omfattade till 1971, delen som före 1952 utgjorde köpingen samt Hässleby socken.
Området motsvarar den omfattning Hässleby församling hade vid årsskiftet 1999/2000.